# Johannes Flensted-Jensen
Johannes Flensted-Jensen, (født 20. december 1944) er en dansk politiker.
Socialdemokratisk medlem af Århus Amtsråd. Han blev oprindeligt valgt ind i Århus Amtsråd ved kommunalvalget i november 1989. Han var da opstillet for Folkestyrelisten, som var en liste, der var opstået i protest mod amtsrådets beslutning om at nedlægge sygehusene i Skanderborg og Ebeltoft. Midt i valgperioden brød han imidlertid med Folkestyrelisten og meldte sig ind i Socialdemokratiet. Amtsborgmester i Århus Amt fra 1. januar 1998 til og med 31. december 2006. I forbindelse med Strukturreformen blev Århus Amt en del af Region Midtjylland, hvori han blev næstformand.
|  | Artiklen om politikeren Johannes Flensted-Jensen kan blive bedre, hvis der indsættes et (bedre) billede. Du kan hjælpe ved at afsøge Wikimedia Commons for et passende billede eller uploade et godt billede til Wikimedia Commons iht. de tilladte licenser og indsætte det i artiklen. |